# Apis mellifera capensis
Apis mellifera capensis este o subspecie a albinei melifere europene (Apis mellifera).